# Lindigianthus cipaconeus
Lindigianthus cipaconeus är en bladmossart som först beskrevs av Carl Moritz Gottsche, och fick sitt nu gällande namn av Kruijt et Gradst.. Lindigianthus cipaconeus ingår i släktet Lindigianthus och familjen Lejeuneaceae. Inga underarter finns listade i Catalogue of Life.